# Nova redação
NR significa "nova redação" quando está entre parênteses no final de sentenças em textos de leis.  
Ives Gandra da Silva Martins Filho, em seu artigo "Consolidação e Redação das Leis – Lei Complementar no 95/98 e Decreto no2.954/99 – Aplicação à Lei no 9.756/98 sobre processamento de Recursos nos Tribunais", explicou a utilização do mecanismo da redação de leis: 
“ 8. Identificação das alterações na lei – Para facilitar a rápida captação do que foi alterado numa determinada lei por outra, o expediente previsto é a inclusão, no final do texto do artigo cuja redação foi alterada, da expressão "(NR)", isto é, "nova redação" (art. 21, II, e). Tal solução se mostrou especialmente necessária para o caso das medidas provisórias, sujeitas a alterações em suas sucessivas reedições, o que exige um mecanismo de pronta identificação da alteração sofrida."
—  Revista Jurídica Virtual
Dispõe o Decreto N.º 4.176, de 28 de março de 2002, que estabelece normas e diretrizes para a elaboração, a redação, a alteração, a consolidação e o encaminhamento ao Presidente da República de projetos de atos normativos de competência dos órgãos do Poder Executivo Federal:

"Art. 24. A alteração de atos normativos far-se-á mediante:
(...)
VII - o artigo com alteração de redação, supressão ou acréscimo no caput ou em seus desdobramentos deve ser identificado, somente ao final da última unidade, com as letras "NR" maiúsculas, entre parênteses."
— Decreto Nº 4.176, de 28 de março de 2002
1. ↑  Martins Filho, Ives (1999). Revista Jurídica Virtual. Consolidação e Redação das Leis – Lei Complementar no 95/98 e Decreto no2.954/99 – Aplicação à Lei no 9.756/98 sobre processamento de Recursos nos Tribunais. 1 1ª ed. Brasília: [s.n.] 19 páginas. Consultado em 30 de abril de 2017
2. ↑  BRASIL (2002). «DECRETO Nº 4.176, DE 28 DE MARÇO DE 2002». Planalto. Consultado em 30 de abril de 2017